# Lucio Giunio Bruto
Lucio Giunio Bruto (in latino Lucius Iunius Brutus; 545 a.C. circa – 509 a.C.) è stato un politico e militare romano fondatore della Repubblica romana e secondo la tradizione uno dei due primi consoli nel 509 a.C..

## Biografia

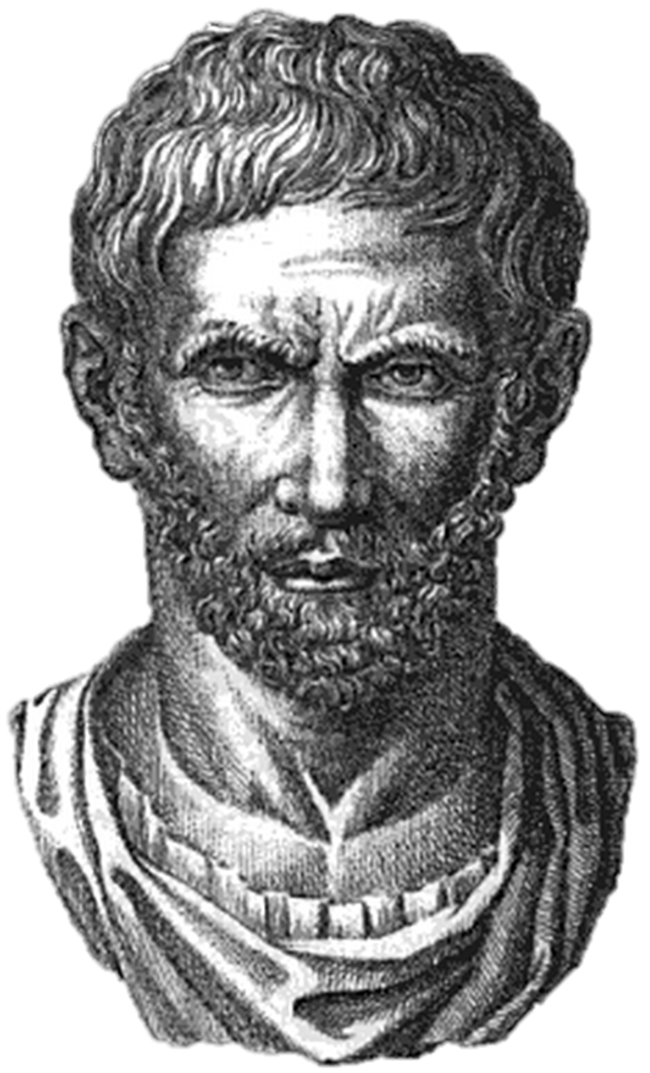
Lucio Giunio Bruto da giovane

Il nome di Bruto è legato alla leggendaria cacciata dell'ultimo re di Roma, Tarquinio il Superbo.
Secondo la narrazione di Livio, rafforzata da Ovidio, Bruto aveva molti motivi di ostilità contro il re, di cui era nipote in quanto figlio di una sorella: nel corso degli eccidi familiari che spesso accompagnano la presa di potere di un despota, Tarquinio aveva disposto fra l'altro l'omicidio del fratello di Bruto, il senatore Marco Giunio. Bruto, temendo di subire la stessa sorte, allora si mimetizzò nella famiglia di Tarquinio, impersonando la parte dello sciocco (in latino brutus significa sciocco).
Lui accompagnò i figli di Tarquinio, Tito ed Arrunte, in un viaggio all'oracolo di Delfi. I figli chiesero all'oracolo chi sarebbe stato il successivo sovrano a Roma e l'oracolo rispose che la prossima persona che avesse baciato la madre sarebbe diventato re. Bruto interpretò la parola "madre" nel significato di "Terra" così, al ritorno a Roma, finse di inciampare e baciò il suolo.
In seguito Bruto dovette combattere in una delle tante guerre di Roma contro le tribù vicine e tornò in città solo quando venne a sapere della morte di Lucrezia.

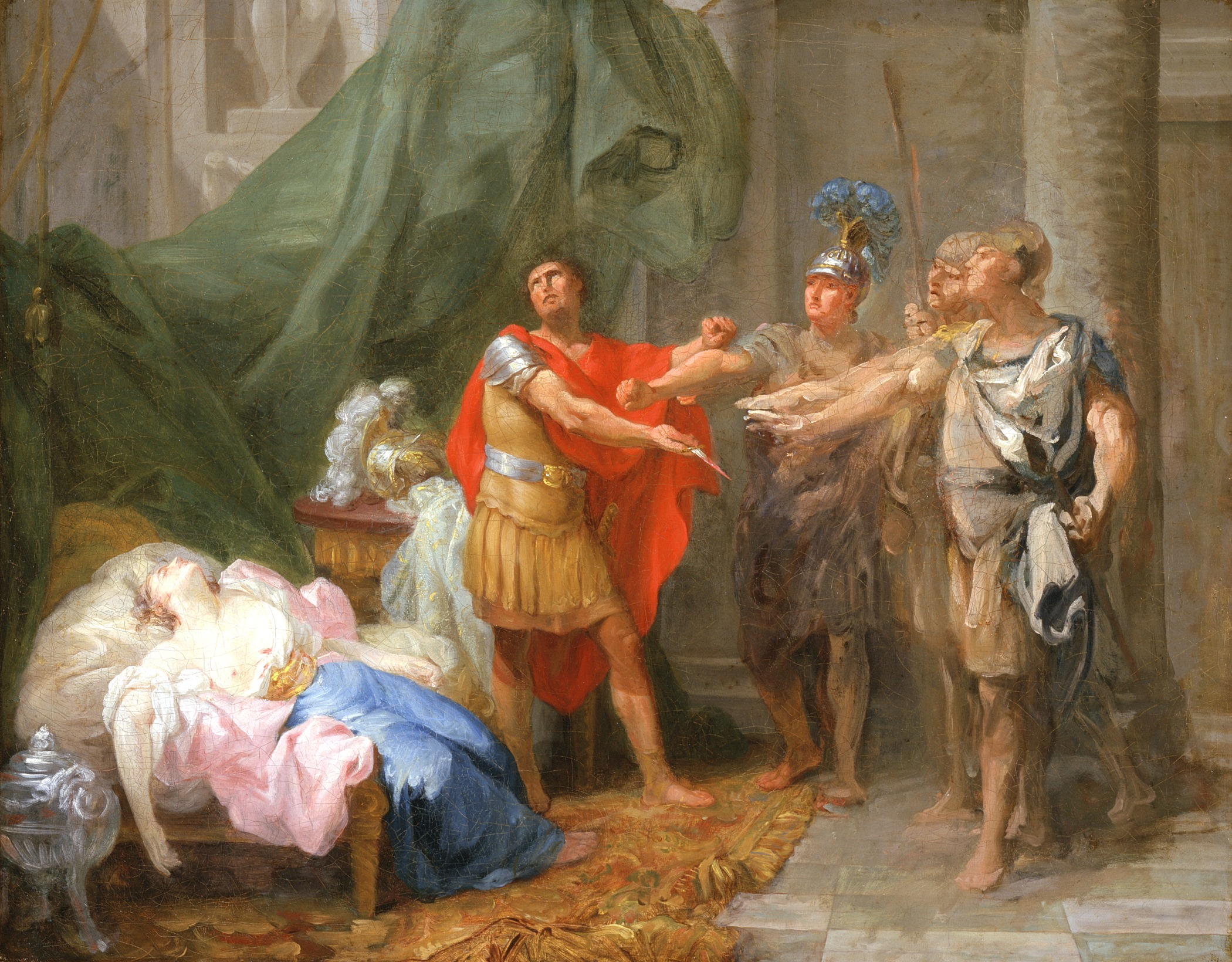
Il giuramento di Bruto, Jacques-Antoine Beaufort, 1771

Secondo la leggenda, la cacciata dell'ultimo re da Roma ebbe inizio con il suicidio di Lucrezia, moglie di Collatino e parente di Bruto, perché costretta a cedere con le minacce alle richieste amorose di Sesto Tarquinio, figlio del re Tarquinio il Superbo.
Tito Livio racconta che, suicidatasi davanti ai suoi occhi, del marito Collatino e del padre di lei Spurio Lucrezio, Bruto estrasse il coltello dalla ferita e disse:
(Tito Livio, Ab Urbe condita libri, Libro I, 59.)
Bruto, il padre e il marito di Lucrezia giurarono di vendicarne la morte. Quindi trasportarono il corpo della donna nella piazza principale della città di Collatia, dove la donna si era suicidata, attirando l'attenzione della folla, che dopo aver saputo dell'accaduto si indignò per la protervia di Sesto Tarquinio.
Molti dei giovani lì presenti si offrirono volontari per condurre una guerra contro i Tarquini. Le truppe ora riunite riconobbero in Bruto il loro comandante, facendo rotta su Roma per conquistarne il potere. Giunti a Roma, Bruto si rivolse al popolo romano riunito nel Foro, raccontando della triste sorte toccata a Lucrezia.
Aggiunse quindi della superbia del re, Tarquinio, e della miseria della plebe romana, costretta dal tiranno a costruire ed a ripulire le fogne, invece che portata a combattere come era nella natura dei Romani.

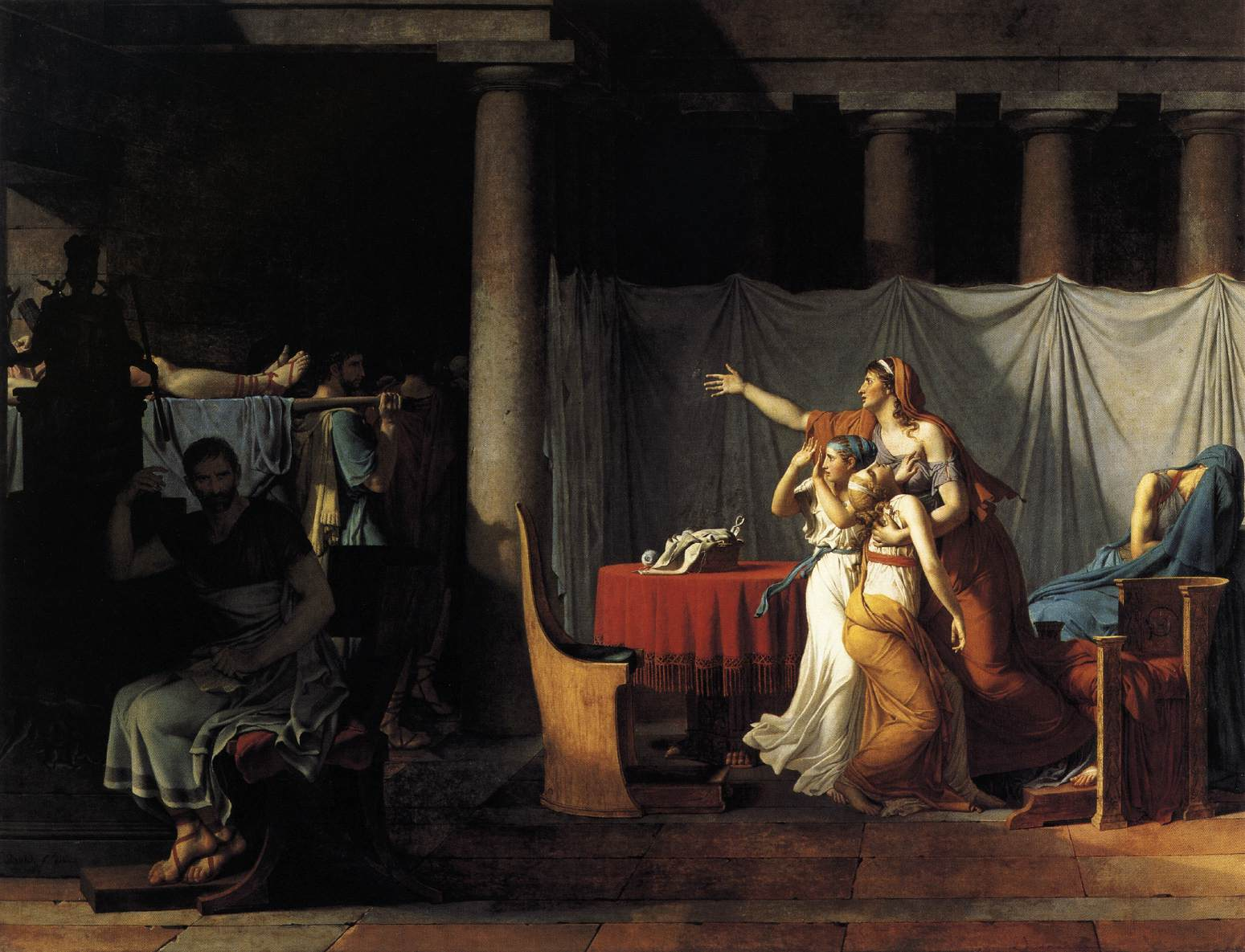
I littori riportano a Bruto i corpi dei suoi figli, Jacques-Louis David, 1789

Ancora ricordò dell'indegna morte di re Servio Tullio, calpestato da sua figlia, moglie di Tarquinio, con un cocchio. Invocò infine gli dei vendicatori, infiammando gli animi del popolo romano alla rivolta contro il tiranno, tanto da trascinarlo ad abbattere l'autorità regale e a esiliare Lucio Tarquinio, insieme alla moglie ed i figli. Partì quindi per Ardea, dove il re era accampato, per ottenere che anche l'esercito si schierasse dalla sua parte, dopo aver lasciato il comando di Roma a Lucrezio (in precedenza nominato praefectus della città, da parte dello stesso Superbo). Frattanto, Tullia, moglie di Lucio Tarquinio riuscì a fuggire dalla città.
Quando la notizia di questi avvenimenti arrivò ad Ardea, Tarquinio il Superbo, allarmato dal pericolo inatteso, partì per Roma per reprimere la rivolta. Bruto, allora, informato che il re si stava avvicinando, per evitare l'incontro, fece una breve diversione e raggiunse l'accampamento regio ad Ardea dove fu accolto con entusiasmo da tutti i soldati, i quali espulsero i figli del re, mentre a quest'ultimo venivano chiuse in faccia le porte di Roma e comunicata la condanna all'esilio.
Due dei figli seguirono il padre in esilio a Cere (Cerveteri), Sesto Tarquinio invece, partito per Gabii, qui fu assassinato, da coloro che si vendicarono delle stragi e razzie da quello compiute.

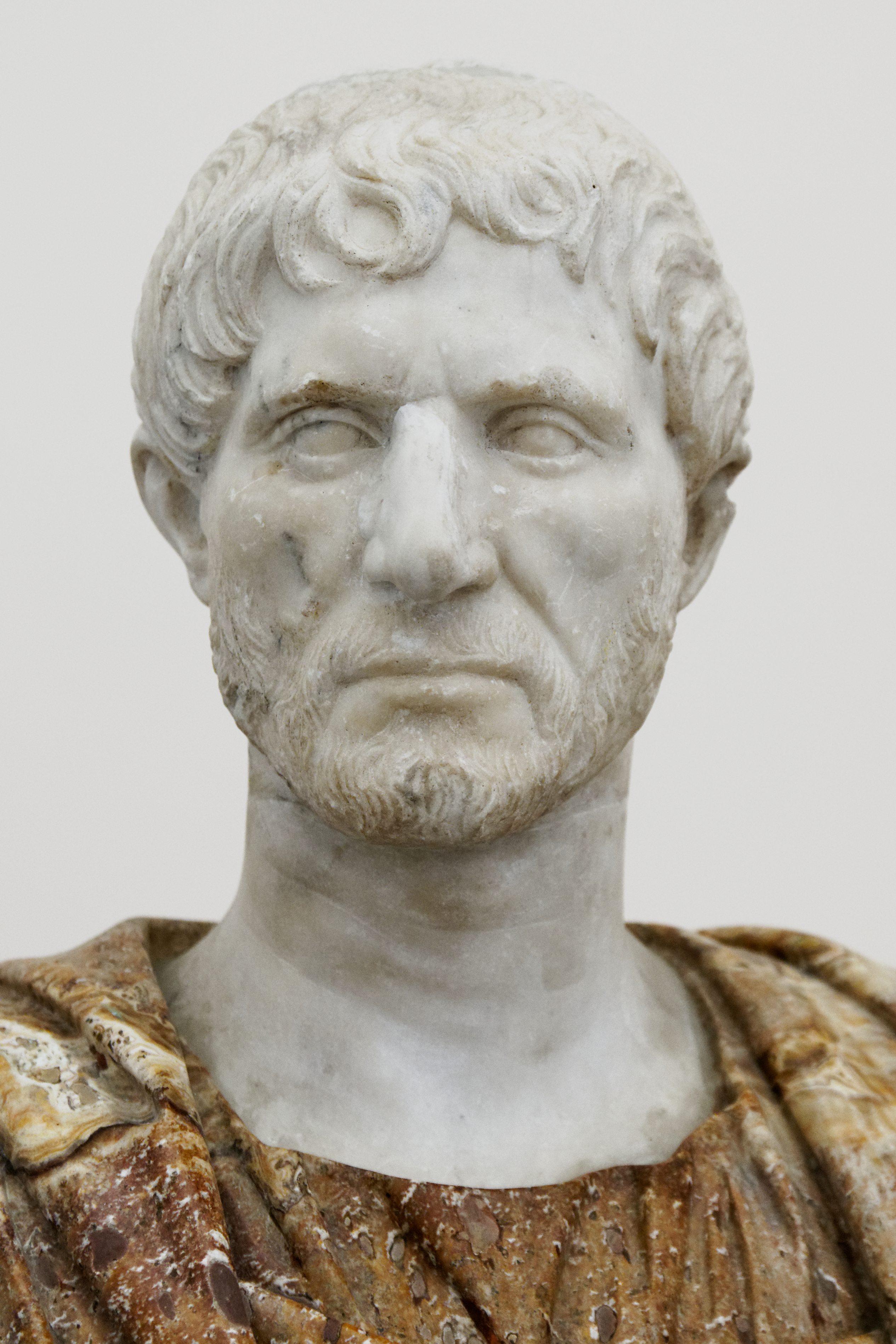
Busto conservato al Museo archeologico nazionale di Napoli

In seguito a questi eventi, il prefetto della città di Roma convocò i comizi centuriati, che elessero i primi due consoli della città: Lucio Giunio Bruto e Lucio Tarquinio Collatino.
I primi provvedimenti di Bruto furono: evitare che il popolo, preso dalla novità di essere libero, potesse lasciarsi convincere dalle suppliche allettanti dei Tarquini, costringendolo a giurare che non avrebbe permesso più a nessuno di diventare re a Roma; rinforzare il senato ridotto ai minimi termini dalle continue esecuzioni dell'ultimo re, portandone il totale a trecento, nominando quali nuovi senatori i personaggi più in vista anche dell'ordine equestre. Da qui l'uso di convocare per le sedute del senato i padri (patres) ed i coscritti (dove è chiaro che con questo termine si alludeva agli ultimi eletti). Il provvedimento aiutò notevolmente l'armonia cittadina ed il riavvicinamento della plebe alla classe senatoriale.
Durante il consolato, i suoi figli Tito e Tiberio, avuti con la moglie Vitellia, complottarono con il deposto re Tarquinio il Superbo, per farlo tornare a Roma come re, ma furono scoperti grazie ad uno schiavo. Incatenati, chiesero pietà e il popolo, impietosito, ne chiedeva la loro liberazione. Ma Bruto fu irremovibile, e li fece uccidere, assistendo personalmente senza versare una lacrima per la loro morte.
In seguito alle dimissioni forzate del collega Lucio Tarquinio Collatino, Bruto chiese al popolo di nominare un altro console in sua sostituzione, così da non dare adito al sospetto che volesse governare sulla città come un monarca. Allora i cittadini riuniti elessero Publio Valerio Publicola.
Il suo consolato terminò con la battaglia della Selva Arsia, combattuta contro gli Etruschi, che si erano alleati con i Tarquini, per restaurarne il potere. Durante la battaglia Bruto si scontrò con Arrunte Tarquinio, figlio di Tarquinio il Superbo e cugino di Bruto; i due, spronati i loro cavalli al galoppo, si trafissero vicendevolmente con le loro lance, perdendo la vita nello scontro.
Il console superstite, Valerio, dopo aver celebrato un trionfo per la vittoria, tenne un funerale di grande magnificenza per Bruto, che fu pianto dalle nobildonne per un anno.

## Altro

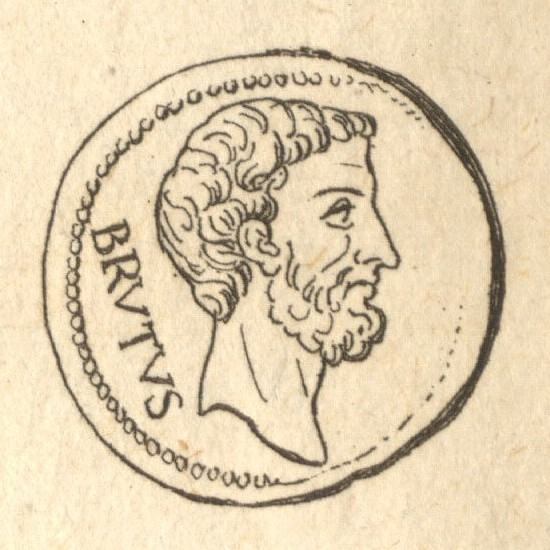
Un denario di Marco Giunio Bruto.

Marco Giunio Bruto, il cesaricida che si vantava di essere un discendente di Lucio Giunio Bruto, nel 54 a.C., dieci anni prima delle Idi di marzo quando Giulio Cesare rimase ucciso, emise un denario con al diritto la testa di Lucio Giunio Bruto, il fondatore della repubblica romana e la scritta BRVTVS ed al rovescio la testa di Gaio Servilio Strutto Ahala e la scritta AHALA.
Secondo Michael Crawford (Roman Repubblican Coinage - p. 455-6) il denario fu emesso quando a Roma corse la voce che Pompeo volesse diventare dittatore.

## Critica storica
Il racconto proviene dall'Ab Urbe condita libri di Livio e tratta di un punto della storia di Roma che precede le annotazioni storicamente affidabili (praticamente tutte le annotazioni precedenti furono distrutte dai Galli quando saccheggiarono Roma nel 390 a.C.)

## La figura di Bruto nell'arte
Il busto di Bruto si trova nel palazzo dei Conservatori di Roma. Proveniva dalla collezione privata del Cardinale Rodolfo Pio da Carpi, che la donò alla città nel XVII secolo. Trafugato da Napoleone che lo fece esporre al Louvre, fu riportato a Roma nel 1815.
Dante lo citò nel limbo, nel IV canto dell'Inferno, quando scrive 
(Dante Alighieri, Divina Commedia, Inferno, Canto IV, 127)
William Shakespeare, nella sua tragedia Giulio Cesare, fa un riferimento a Lucio Giunio, quando fa ricordare a Cassio che parlava a Bruto, l'altro cesaricida, lo spirito repubblicano dei propri antenati.
Lucio Giunio Bruto è uno dei personaggi principali de Il ratto di Lucrezia, un poema sempre di Shakespeare, e nella tragedia di Nathaniel Lee, Lucius Junius Brutus; Father of his Country.
A Giovan Francesco Maineri è attribuito un dipinto, databile tra il 1490 e il 1493, dal titolo Lucrezia, Bruto e Collatino.
Nel 1789, all'alba della rivoluzione francese, il pittore francese Jacques-Louis David realizzò il dipinto I littori riportano a Bruto i corpi dei suoi figli, oggi esposto al Louvre di Parigi. Il dipinto provocò grandi timori nelle autorità, poiché si temeva un paragone tra l'intransigenza del console Lucio Giunio Bruto, che non esitò a sacrificare i figli che cospiravano contro la Repubblica, e la debolezza di Luigi XVI rispetto al fratello conte d'Artois, favorevole alla repressione dei rappresentanti del Terzo Stato.
Giunio Bruto è anche un'opera seria musicata da Cimarosa nel 1781, libretto di Eschilo Acanzio.